# Schauinslandbahn
Le Schauinslandbahn est un téléphérique débrayable situé en Forêt-Noire près de Fribourg-en-Brisgau dans le Bade-Wurtemberg en Allemagne. Il permet de relier le village de Horben au sommet du Schauinsland. Long de plus de 3,5 km et inauguré en 1930, il s’agit de la plus vieille remontée mécanique de type débrayable au monde,,,.

## Historique

### Le premier téléphérique débrayable
Au tout début du XXe siècle, le conseil municipal de Fribourg lança l’idée de la construction d’un moyen de transport permettant aux touristes d’accéder au sommet du Schauinsland. Plusieurs solutions furent envisagés entre le funiculaire, le train à crémaillère ou bien le téléphérique dont la technologie était toute nouvelle pour l’époque. Mais le projet se révéla difficilement réalisable au point de vue technique et financier puis l’arrivée de la Première Guerre mondiale lui porta un coup d’arrêt.
C’est finalement à partir de 1925 que le projet fut réellement concrétisé avec le choix du téléphérique. La construction de la remontée fut confiée à la société allemande de remontées mécaniques Heckel et la première pierre du chantier fut posée le 8 mai 1929. Après un peu plus de un an de travaux, le Schauinslandbahn est ainsi ouvert au public le 17 juillet 1930.
Le Schauinslandbahn représentait une prouesse technique à l’époque de son ouverture. En plus de sa longueur particulièrement importante de plus de 3,5 km, ce téléphérique ouvrait la voie à une nouvelle technologie dans le secteur des remontées mécaniques: le type débrayable. Contrairement aux anciens téléphériques employant la technique du « va-et-vient » où les cabines s’arrêtent en station pour ensuite repartir dans le sens opposé, le Schauinslandbahn fonctionnait de manière « rotative ». C’est-à-dire que les cabines se débrayent du câble tracteur lors de l’entrée en station pour ralentir et faciliter l’embarquement ou le débarquement des passagers et s’embraye de nouveau au câble lors de la sortie tandis que la remontée tourne en permanence.
La remontée était composée de 10 cabines disposant de 25 places dont 6 assises. Cependant, chacune de ses cabines était contrôlée par un conducteur assurant le départ sur la ligne ainsi que l’ouverture et la fermeture des portes. Le trajet prenait 16 minutes.
Le 26 novembre 1932, une cabine s’apprêtant à partir de la station amont ne s’accrocha qu’à un seul câble tracteur au lieu des deux et cette dernière se détacha de la ligne peu après le départ de la station. La cabine fit une chute d’une dizaine de mètres tuant 3 personnes. L’exploitation reprit en janvier 1933 et la remontée ne connut aucun autre accident depuis.
Durant la Seconde Guerre mondiale, le Schauinslandbahn fut utilisé pour desservir un hôpital militaire installé à proximité du Schauinsland. Puis durant les années 1944-1945, l’exploitation était assurée uniquement pendant la nuit à cause de la menace des bombardements.

### Les rénovations successives
En 1986, après 56 ans de fonctionnement et plus de 12 millions de voyageurs transportés, les installations de la remontée ayant considérablement vieillies et devenues obsolètes, il n’était alors plus possible d’exploiter le téléphérique dans son état actuel. C’est ainsi qu’en 1987, l’exploitation fut interrompu temporairement pour travaux de rénovations. De nouvelles cabines ne nécessitant plus de conducteur ont alors été fournies. Le Schauinslandbahn fut de nouveau ouvert au public le 6 décembre 1988.
Une deuxième rénovation fut entreprise entre 2012 et 2013. La motorisation et le système de freinage de la remontée ont été remis à neuf et les câbles tracteurs furent remplacés. Pour terminer, des panneaux solaires furent installés en 2015 sur le toit des cabines pour alimenter un système de climatisation.

## Description

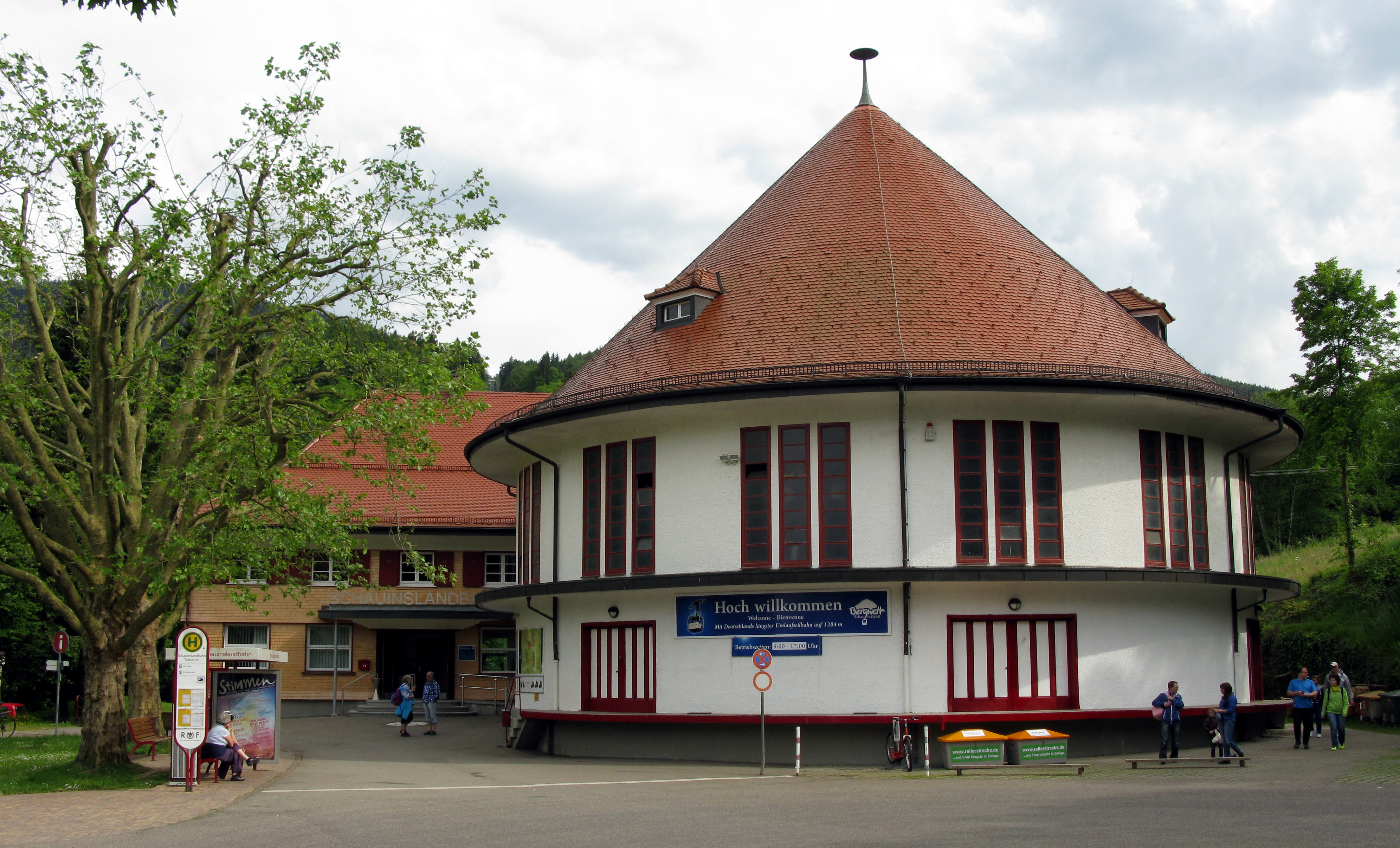
Station aval à Horben

Le Schauinslandbahn est un téléphérique unique en son genre. En plus d’être la toute première remontée mécanique débrayable de l’histoire, il s’agit également du seul téléphérique débrayable de ce type fonctionnant avec 2 câbles tracteurs et 1 câble porteur. On pourrait l’assimiler à tort avec un téléphérique 3S mais ce dernier possède à l’inverse 1 câble tracteur et 2 câbles porteurs. Cependant, un autre téléphérique débrayable de ce type, également construit par Heckel, a existé par le passé à Caracas au Venezuela mais ce dernier est aujourd’hui à l’abandon.
La gare aval est située à 473 mètres d’altitude dans la commune de Horben à 10 kilomètres au sud de Fribourg.
La gare amont est située en contrebas du sommet du Schauinsland à 1220 mètres d’altitude. Elle abrite la motorisation de la remontée. Depuis la gare, on peut également accéder au petit domaine skiable de Schauinsland-Hofsgrund.
La ligne présente une longueur importante de 3565 mètres et une dénivelée de 747 mètres. Elle est soutenue par 8 pylônes dont un servant pour la tension. C’est entre les pylônes 6 et 7 que l’on retrouve à la fois la plus longue portée atteignant 734 mètres et la hauteur maximale de survol s’élevant à 67 mètres. La remontée dispose au total de 37 cabines datant  de la rénovation de 1987 qui disposent chacune de 11 places dont 7 assises ce qui permet d'assurer une capacité maximal de 700 personnes par heure. Avec une vitesse d’exploitation d’environ 4 m/s, le temps de trajet prend ainsi un peu plus de 15 minutes. 